# Bistum Sofia und Plowdiw
Das Bistum Sofia und Plowdiw (lateinisch Dioecesis Sophiae et Philippopolis) ist eine Diözese der römisch-katholischen Kirche in Bulgarien. Es ist direkt dem Heiligen Stuhl unterstellt und ist neben der Diözese Nicopolis die einzige katholische Diözese in Bulgarien. Die katholische Bevölkerung umfasst etwa 0,7 % der Gesamtbevölkerung. Der größere Teil der Christen in Bulgarien gehört der orthodoxen Kirche an.
Derzeitiger Bischof ist seit 1995 Georgi Jowtschew. Der Bischofssitz befindet sich in Plowdiw. Inzwischen wurde auch im Stadtzentrum von Sofia eine Kathedrale errichtet.

## Geschichte
1758 wurde in Bulgarien das Apostolische Vikariat Sofia und Plowdiw errichtet. Am 3. März 1979 wurde es zum Bistum erhoben.

## Bischöfe
- Giuseppe Roverani (1758–1767)
- Georgius Angelus Radovani (1767–1771)
- Pavel Duvanlija (1771–1776)
- Georgius Tuno (1802–1817)
- Andreas Tuno (1817–1834)
- Andrea Canova OFMCap (1843–1866)
- Francesco Domenico Raynaud OFMCap (1867–1885)
- Roberto Menini OFMCap (1885–1916)
- Cleto Vincenzo Pejov OFMCap (1916–1941)
- Iwan Romanow (1942–1953)
- Bogdan Dobranow (1959–1965 Apostolischer Administrator, 1975–1978 Apostolischer Vikar, 1978–1983 Diözesanbischof)
- Georgi Jowtschew (1988–1995 Apostolischer Administrator, 1995–2025 Bischof)
- Sedisvakanz (seit 2025)

## Weblinks

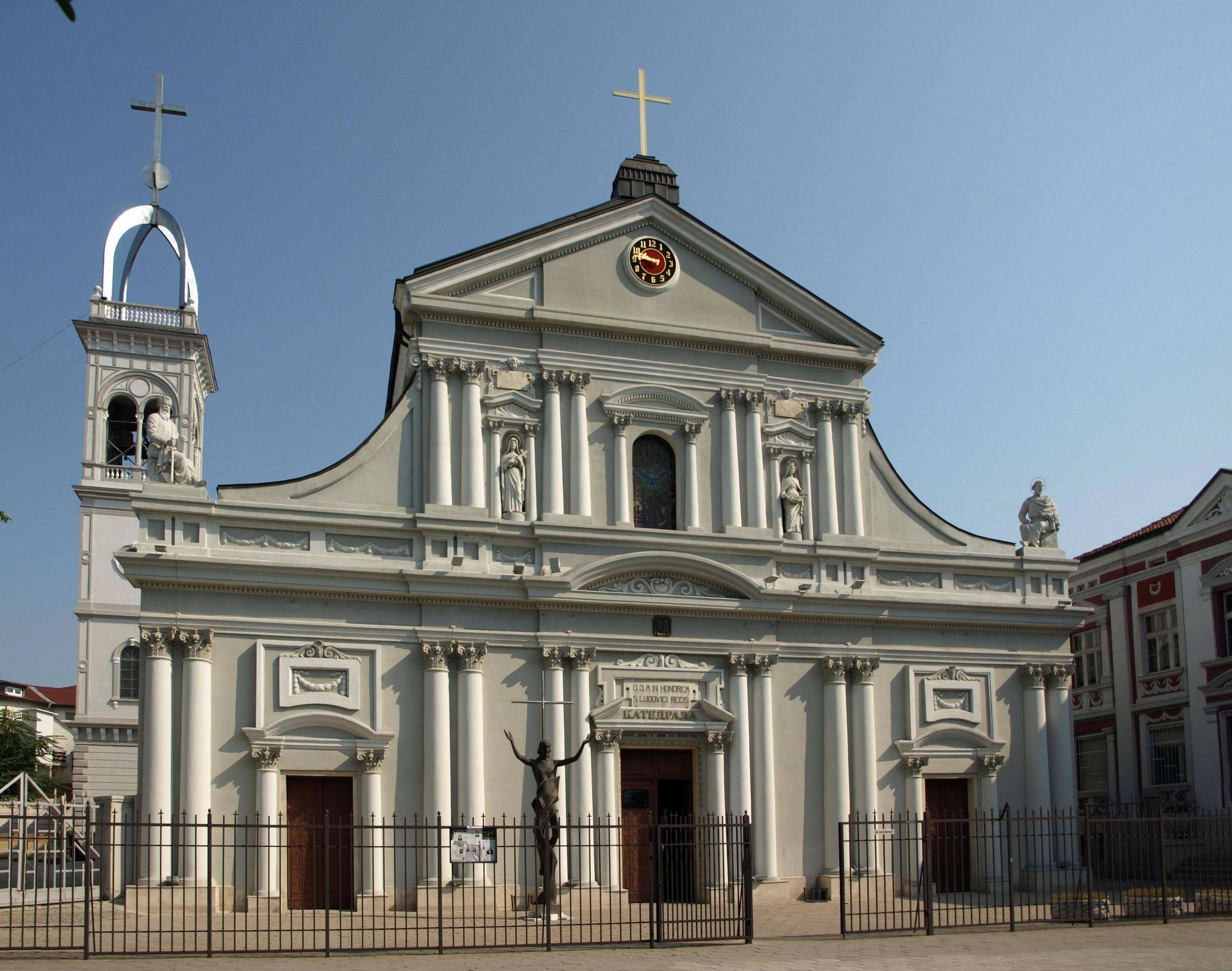
Kathedrale St. Ludwig in Plowdiw